# 坛镇乡
坛镇乡，是中华人民共和国山西省晋中市灵石县下辖的一个乡镇级行政单位。

## 行政区划
坛镇乡下辖以下地区：
前坛村、后坛村、塔上村、长立村、槐树原村、镇威村、孙家沟村、西堡村、任家掌村、原家沟村、东堡村、程家沟村、堡子塘村、杨家山村、南枣原村、北枣原村和圪垛村。